# Julián Astete
Julián Astete (* 1779 - † 1833) fue un oficial de milicias independentistas chileno. Hijo de don Santos Astete, Gobernador de Talcamávida. Marchó sobre Linares y Parral en las batallas contra los realistas. Posterior a la Independencia, se adhirió a la causa pelucona.
- Regidor del Cabildo de Linares (1819).
- Diputado representante de Chillán (1822-1823).
- Diputado representante de Rere y Puchacay (1829-1830).

Enfermó gravemente en 1830, se retiró de la vida pública y se marchó a vivir a tierras en el sur de Valdivia, donde falleció.